# Federal Correctional Complex, Florence
Federal Correctional Complex, Florence (FCC Florence) är ett amerikanskt federalt fängelsekomplex för manliga intagna och är belägen i Fremont County, Colorado. Den är underställt den federala fängelsemyndigheten Federal Bureau of Prisons.
Komplexet består av:
- United States Penitentiary, Florence Administrative Maximum Facility – Totalisolering med 422 platser.[1]
- United States Penitentiary, Florence High – Fängelse med hög säkerhet och har 987 platser.[2]
- Federal Correctional Institution, Florence – Fängelse med medel säkerhet och har 1 051 platser.[3]
- Federal Correctional Institution, Florence (Prison Camp) – Fängelse med låg säkerhet och har 473 platser.[3]

## Historik
Idén med ett fängelsekomplex med ett specifik högriskfängelse med totalisolering av intagna kom till på allvar den 22 oktober 1983 efter att två kriminalvårdare mördades samma dag på dåtidens högriskfängelse United States Penitentiary, Marion i Williamson County, Illinois. Morden begicks av Thomas Silverstein, som beskrivs som den farligaste intagna i hela USA:s fängelsesystem och var då högt uppsatt ledare inom Aryan Brotherhood, respektive Clayton Fountain, en underhuggare i organisationen. Den 14 september 1989 beslutade USA:s senat att $115,5 miljoner skulle användas för att finansiera bygget av fängelsekomplexet varav $60 miljoner var öronmärkta till högriskfängelset som fick namnet United States Penitentiary, Florence Administrative Maximum Facility. Den 31 oktober samma år gav Federal Bureau of Prisons sitt godkännande att komplexet skulle placeras i Fremont County, Colorado. Bygget startades den 14 juli 1990 och var färdigt 1993.